# Тормозной цилиндр
Тормозной цилиндр — компонент тормозной системы, силовой орган, преобразующий давление сжатого воздуха в механическую энергию, которая передаётся через тормозную рычажную передачу на тормозные колодки, прижимая их к ободу колеса или к тормозным дискам.
Корпус и крышки тормозного цилиндра отливаются из чугуна или изготавливаются сварными из стали. Внутри корпуса находятся: поршень с резиновой уплотняющей манжетой и войлочным смазывающим кольцом, шток, отпускная пружина. Шток может быть жестко связан с поршнем, если соединённый с ним рычаг не передаёт на него изгибающего усилия, или шарнирно, если рычаг движется по дуге. В задней крышке тормозного цилиндра имеется отверстие для подвода сжатого воздуха и отверстие для установки манометра при испытаниях, заглушенное пробкой. В передней крышке имеется отверстие для слива конденсата, в горловине крышки установлена резиновая пылезащитная шайба.
Выход штока тормозного цилиндра должен находиться в установленных пределах. При выходе штока меньше нормы увеличивается износ тормозных колодок и создаётся дополнительное сопротивление движению, при выходе штока больше нормы увеличивается расход сжатого воздуха и снижается КПД тормозной рычажной передачи. Величина выхода штока определяется при полном служебном торможении. Если при проведении контрольной проверки тормозов на станции величина выхода штока превышает установленные нормативы, вагон при расчёте тормозного нажатия не учитывается.
Тормозные цилиндры рассчитываются на максимальное давление 0,6 МПа. Давление в тормозных цилиндрах грузовых вагонов на гружёном режиме не должно превышать 0,44 МПа, на порожнем режиме — 0,2 МПа, в тормозных цилиндрах пассажирских вагонов — 0,41 МПа.